# Henry megye (Tennessee)
Henry megye az Amerikai Egyesült Államokban, azon belül Tennessee államban található. Megyeszékhelye és legnagyobb városa Paris. Lakosainak száma 32 199 fő (2020. április 1.). Henry megye Calloway, Carroll, Benton, Stewart, Graves és Weakley megyékkel határos.

## Népesség
A megye népességének változása:
| Lakosok száma | 32 353 | 32 328 | 32 338 | 32 210 | 32 147 | 32 199 |
|               | 2010   | 2011   | 2012   | 2013   | 2015   | 2020   |